# Mistrzostwa Szwecji w Skokach Narciarskich 2002
Mistrzostwa Szwecji w Skokach Narciarskich 2002 – zawody w skokach narciarskich mające na celu wyłonienia indywidualnych mistrzów Szwecji na skoczniach: średniej (K75) i normalnej (K90).
W ramach Mistrzostw Szwecji w Skokach Narciarskich 2002 rozegrano dwa konkursy indywidualne. 16. lutego 2002 roku zawodnicy rywalizowali na skoczni średniej Sysslebäcksbacken o punkcie konstrukcyjnym K75 w miejscowości Sysslebäck. Złoty medal zdobył wówczas Johan Munters, reprezentujący klub Holmens IF. Drugi był Isak Grimholm (IF Friska Viljor), a trzeci Andreas Arén (Holmens IF). Podczas zawodów tych Isak Grimholm i Andreas Arén skokami na odległość 75,5 metrów ustanowili rekord skoczni.
24. marca 2002 roku przeprowadzono konkurs indywidualny na skoczni normalnej Dundretkullen o punkcie konstrukcyjnym K90 w miejscowości Gällivare. Zwyciężył Kristoffer Jåfs (IF Friska Viljor), srebrny medal zdobył Andreas Arén (Holmens IF), a brązowy Isak Grimholm (IF Friska Viljor).

## Medaliści
| Konkurs          | Złoto           | Srebro        | Brąz          |
| ---------------- | --------------- | ------------- | ------------- |
| indywidualny K75 | Johan Munters   | Isak Grimholm | Andreas Arén  |
| indywidualny K90 | Kristoffer Jåfs | Andreas Arén  | Isak Grimholm |

## Wyniki

### Konkurs indywidualny na skoczni K75
| Miejsce | Zawodnik           | Skok 1 | Skok 2 | Nota  |
| ------- | ------------------ | ------ | ------ | ----- |
| 1.      | Johan Munters      | 74,5   | 72,5   | 221,9 |
| 2.      | Isak Grimholm      | 73,0   | 75,5   | 220,2 |
| 3.      | Andreas Arén       | 70,0   | 75,5   | 214,6 |
| 4.      | Besnik Gashi       | 74,0   | 71,0   | 211,0 |
| 5.      | Jakob Grimholm     | 70,5   | 69,5   | 189,5 |
| 6.      | Jonas Nordin       | 67,5   | 67,0   | 188,9 |
| 7.      | Jarkko Majava      | 67,5   | 67,0   | 185,9 |
| 8.      | Rickard Fröier     | 68,0   | 62,5   | 177,6 |
| 9.      | Martin Fahlen      | 60,0   | 62,0   | 155,4 |
| 10.     | Daniel Johansson   | 62,0   | 58,5   | 149,1 |
| 11.     | Marcus Hensriksson | 62,5   | 57,0   | 147,4 |
| 12.     | Emil Westberg      | 51,0   | 66,0   | 132,4 |
| 13.     | Pär Svensson       | 52,0   | 55,5   | 113,0 |
| 14.     | Fredrik Balkåsen   | 51,0   | 49,0   | 99,0  |
| 15.     | Malvin Fredriksson | 39,0   | 38,0   | 37,4  |

### Konkurs indywidualny na skoczni K90
| Miejsce | Zawodnik          | Skok 1 | Skok 2 | Nota  |
| ------- | ----------------- | ------ | ------ | ----- |
| 1.      | Kristoffer Jåfs   | 93,0   | 94,5   | 245,5 |
| 2.      | Andreas Arén      | 91,5   | 92,0   | 235,5 |
| 3.      | Isak Grimholm     | 94,5   | 89,0   | 235,0 |
| 4.      | Johan Munters     | 87,0   | 90,5   | 225,5 |
| 5.      | Fredrik Jakobsson | 88,5   | 89,0   | 223,0 |
| 6.      | Emil Westberg     | 88,0   | 88,0   | 217,5 |
| 7.      | Jonas Westberg    | 87,0   | 87,0   | 216,0 |
| 8.      | Jonas Nordin      | 86,0   | 85,5   | 212,0 |
| 9.      | Per-Inge Tällberg | 84,0   | 84,5   | 202,0 |
| 10.     | Johan Erikson     | 84,5   | 80,5   | 193,0 |
| 11.     | Jens Brännlund    | 79,0   | 82,0   | 187,0 |
| 12.     | Besnik Gashi      | 79,5   | 82,5   | 185,5 |
| 13.     | Jakob Grimholm    | 79,0   | 80,5   | 183,0 |
| 14.     | Rickard Fröier    | 80,0   | 79,5   | 181,0 |
| 15.     | Daniel Johansson  | 79,0   | 81,0   | 177,5 |
| 16.     | Mattias Bylund    | 77,5   | 80,0   | 175,5 |
| 17.     | Jarkko Majava     | 70,0   | 72,5   | 142,5 |
| 18.     | Martin Fahlén     | 70,0   | 71,0   | 140,0 |
| 19.     | Marcus Henriksson | 67,0   | 69,0   | 123,5 |
| 20.     | Pär Svensson      | 61,0   | 60,0   | 90,5  |
| 21.     | Åke Norman        | 55,0   | 56,0   | 66,0  |
| 22.     | Kenneth Joona     | 52,5   | 52,0   | 45,5  |